# Timber Fury
Timber Fury è un film del 1950 diretto da Bernard B. Ray.
È un western statunitense con David Bruce, Laura Lee, Nicla Di Bruno e Sam Flint. È basato sul racconto Retribution di James Oliver Curwood.

## Produzione
Il film, diretto da Bernard B. Ray su una sceneggiatura di Michael Hansen e un adattamento di Sam Neuman e Nat Tanchuck su un soggetto di James Oliver Curwood, fu prodotto da Bernard B. Ray tramite la Jack Schwarz Productions (accreditata come Outdoor Action Productions) e girato nei Motion Pictures Center Studios nel febbraio 1950.

## Distribuzione
Il film fu distribuito negli Stati Uniti dal 2 giugno 1950 al cinema dalla Eagle-Lion Classics.

## Promozione
Le tagline sono:
- TIMBER...CRashing to the earth! FURY...Mounting to the skies (all original posters)
- SEE Derailing of the mile-long logging train!
- SEE Dynamiting the dam! The avalanche of logs!
- SEE Black bear vs. sled-dog husky in a battle to the death!
- SEE"The vengeance of Zoro"